# Fados
Fados is een Portugees-Spaanse muziekfilm uit 2007 onder regie van Carlos Saura.

## Verhaal
De regisseur dacht door middel van de fado de Portugese ziel bloot te leggen. Hij onderzoekt de relatie tussen de hoofdstad Lissabon en fado en hij belicht de evolutie van de muziekstijl.

## Rolverdeling
| Acteur             | Personage |
| ------------------ | --------- |
| Chico Buarque      | Zichzelf  |
| Camané             | Zichzelf  |
| Carlos do Carmo    | Zichzelf  |
| Lila Downs         | Zichzelf  |
| Toni Garrido       | Zichzelf  |
| Lura               | Zichzelf  |
| Alfredo Marceneiro | Zichzelf  |
| Mariza             | Zichzelf  |
| Miguel Poveda      | Zichzelf  |
| Amália Rodrigues   | Zichzelf  |
| Argentina Santos   | Zichzelf  |
| Ana Sofia Varela   | Zichzelf  |
| Caetano Veloso     | Zichzelf  |

## Soundtrack
De soundtrack voor de film bevat verschillende songs die ook in de film voorkwamen:
- "Fado da Saudade" - Carlos do Carmo
- "Kola San Jon" - Kola San Jon
- "Variações em Lá" - Jaime Santos, Ricardo Rocha
- "Transparente" - Mariza
- "Menina Você que Tem" - Toni Garrido
- "Quadras" - Camané
- "Fado da Severa" - Catarina Moura
- "Rua do Capelão" - Cuca Roseta
- "Marceneiro" - SP & Wilson
- "Um Homem na Cidade" - Carlos do Carmo
- "Foi na Travessa da Palha" - Lila Downs
- "Vida Vivida" - Argentina Santos
- "Fado Batido" - Brigada Victor Jara
- "Flor Di Nha Esperança" - Lura
- "Sopra Demais o Vento" - Camané
- "Estranha Forma de Vida" - Caetano Veloso
- "Fado Tropical" ("Tropical Fado") - Chico Buarque en Carlos do Carmo
- "Meu Fado Meu" - Mariza and Miguel Poveda
- "Casa de Fados" - Maria da Nazaré/ Vicente da Câmara/ Ana Sofia Varela/ Carminho/ Ricardo Ribeiro/ Pedro Moutinho
- "Ó Gente da Minha Terra" - Mariza